# Lokis
Lokis est une nouvelle fantastique de Prosper Mérimée parue le 15 septembre 1869 dans la Revue des Deux Mondes sous le titre Le Manuscrit du professeur Wittembach.
Il s'agit de la dernière nouvelle parue du vivant de l'écrivain français mort en 1870. S'inspirant d'une légende lituanienne, elle relate le séjour d'un philologue prussien dans un château où il découvre peu à peu la nature trouble de son hôte, dont le lecteur doit comprendre qu'il est le fruit du viol d'une femme par un ours. Selon l'historien Michel Pastoureau, il s'agit d'une des plus belles nouvelles de la littérature française du XIXe siècle.

## Résumé
Lokis raconte l'histoire d'un professeur, Kurt Wittembach, qui effectue un séjour d'études dans le château d'un mystérieux comte. Ce dernier, dont le nom est Michel Szémioth, conserve en effet dans sa bibliothèque de très anciens manuscrits baltes que l'érudit est venu consulter.
Sa vie au château lui permet de découvrir peu à peu l'identité de son hôte, dont on apprend que la mère a été violée par un ours avant sa naissance, avant de sombrer dans la folie. Lui-même, quoique fort éduqué, démontre des traits particuliers, tels une grande taille et un fort intérêt pour la forêt, où néanmoins il ne chasse jamais.
Malgré ces histoires inquiétantes, le comte est fiancé à une jeune noble d'origine polonaise. Au terme de la nuit de noces, la nouvelle épouse est retrouvée horriblement lacérée par une mâchoire animale, tandis que le comte a disparu.

## Structure
L'histoire monstrueuse contée dans Lokis n'est pas livrée tout d'un bloc, mais révélée petit à petit au fil d'un récit que le narrateur construit par bribes, ce qui, selon Michel Pastoureau, auteur d'un ouvrage de référence sur l'histoire de l'ours brun, entraîne le lecteur « dans un malaise croissant ». De fait, d'après lui, les digressions philologiques qui entrecoupent le déroulement de l'intrigue, « loin d'affaiblir le récit, contribuent à lui donner une forte impression d'étrangeté ».
Jamais il n'est explicitement affirmé que le comte est le fruit du viol, un homme à moitié ours. Cependant, des indices ont été disséminés par l'auteur. Michel, son prénom, est le nom propre traditionnellement donné à l'ours dans le monde slave. En outre, lokis, qui signifie littéralement le lécheur en lituanien, est le terme ordinairement employé pour désigner cet animal. La légende originelle, le thème de l'être issu du viol d'une femme par un ours, est celle, quasi-universelle, connue en France sous le nom de Jean de l'Ours, recensée par Aarne-Thompson comme conte-type 301 B.

## Cible et réception
Selon Michel Pastoureau, Prosper Mérimée s'est probablement amusé à rapporter cette histoire pour faire peur aux dames de la cour de l'impératrice Eugénie, qu'il fréquentait à Saint-Cloud et Compiègne. Il s'agit néanmoins d'un travail abouti où son talent s'exprime, d'après l'historien, par le contraste entre le caractère horrible de ce qu'il suggère et la façon presque neutre dont il déploie son style. Aussi, et toujours selon Michel Pastoureau, les subtilités du récit ont dû échapper au public visé.

## Cinéma
Le réalisateur polonais Janusz Majewski a adapté la nouvelle pour le cinéma en 1971 sous le nom Lokis. Rękopis profesora Wittembacha.